# Renédale
Renédale är en kommun i departementet Doubs i regionen Bourgogne-Franche-Comté i östra Frankrike. Kommunen ligger i kantonen Montbenoît som tillhör arrondissementet Pontarlier. År 2022 hade Renédale 43 invånare.

## Befolkningsutveckling
Antalet invånare i kommunen Renédale
Referens:INSEE